# Letzte Briefe aus Stalingrad
Letzte Briefe aus Stalingrad war der Titel einer erstmals 1950 in Westdeutschland erschienenen Anthologie, die in viele Sprachen übersetzt wurde. Sie enthielt angeblich authentische Kriegsbriefe deutscher Soldaten von der Schlacht um Stalingrad.

## Inhalt
Durch die Einzelschicksale, deren Ausdruck diese letzten Briefe aus Stalingrad sind, bekommt der Leser einen fassbareren Eindruck von den Schrecken des Krieges, insbesondere der Schlacht um Stalingrad. Das Buch, das auch in gewisser Hinsicht von literarischer Qualität ist, erzählt vom „Einzelnen (…) im Angesicht des Todes“ (Ferber) und widerspricht damit den in Berichterstattung und Geschichtsschreibung üblichen Darstellungen von der Opferung anonymer Armeen. Keine Idee steht mehr im Vordergrund dieser Briefe, die kurz vor Ende der Schlacht zu datieren sind, sondern Ergebung, Zorn oder Trauer:
Ich habe so viel in den letzten Nächten geweint, dass es mir selbst unerträglich scheint.
So, nun weißt du es, dass ich nicht wiederkomme. Bringe es unseren Eltern schonend bei. Ich bin schwer erschüttert und zweifle sehr an allem. Einst war ich gläubig und stark – jetzt bin ich klein und ungläubig. Vieles, was hier vor sich geht, werde ich nicht erfahren, aber das Wenige, das ich mitmache, ist schon so viel, dass ich es nicht schlucken kann. Mir kann man nicht einreden, dass die Kameraden mit dem Worte „Deutschland“ oder „Heil Hitler“ auf den Lippen sterben. Gestorben wird – das läßt sich nicht leugnen; aber das letzte Wort gilt der Mutter, oder dem Menschen den man am Liebsten hat oder nur dem Ruf nach Hilfe.
Sechsundzwanzigmal habe ich dir schon aus dieser verfluchten Stadt geschrieben und du hast mir mit 17 Briefen geantwortet. Nun schreibe ich noch einmal und dann nicht mehr. So, da steht es! Ich habe lange darüber nachgedacht, wie ich diesen inhaltsschweren Satz formulieren sollte, um alles in ihm zu sagen, und doch nicht so weh zu tun.
Es gibt keinen Sieg Herr General! Es gibt nur noch Fahnen und Männer, die fallen und am Ende wird es weder Fahnen noch Männer geben. Stalingrad ist keine militärische Notwendigkeit, sondern ein politisches Wagnis – und dieses Experiment macht ihr Sohn nicht mit, Herr General! Sie versperrten ihm den Weg ins Leben – er wird den zweiten Weg, in der entgegengesetzten Richtung wählen, der auch ins Leben führt; aber auf der anderen Seite der Front.

## Ausgaben
Das in der Erstausgabe 68-seitige Pappbändchen erschien 1950 im Verlag Die Quadriga. Es war so erfolgreich, dass der Sigbert Mohn-Verlag es 1954 in sein Programm übernahm und innerhalb der Reihe Das kleine Buch als Nummer 60 herausgab. Zahlreiche Übersetzungen und Neuauflagen folgten.

### Fremdsprachige Ausgaben
Die folgende Auflistung gibt einen Überblick über fremdsprachige Ausgaben der Letzten Briefe aus Stalingrad, wie sie im Online-Katalog der Deutschen Nationalbibliothek vorzeichnet sind:
- Sidste Breve fra Stalingrad, Kopenhagen 1954
- Sista Breven från Stalingrad, Stockholm 1955
- Last Letters from Stalingrad London 1956
- Lettres de Stalingrad, Paris 1957
- Ultime Lettere da Stalingrado, Turin 1959
- Viimeiset Kirjeet Stalingradista, Jyväskylä 1960
- Last Letters from Stalingrad, New York 1962
- Las últimas Cartas de Stalingrado, Barcelona 1963
- Letzte Briefe aus Stalingrad, Tokio 1993

## Entstehung
Angeblich sollten Briefe wie die in der Anthologie zusammengefassten bereits im Dritten Reich nach der statistischen Auswertung (man wollte die Stimmung der Truppe in der Festung Stalingrad kennenlernen 1)) für ein propagandistisches Dokumentarwerk verwendet werden. Joseph Goebbels hielt sie jedoch nach Sichtung für „untragbar für das deutsche Volk“. Die in Letzte Briefe aus Stalingrad veröffentlichten sollen die einzigen dieser im Januar 1943 aus Stalingrad ausgeflogenen Briefe sein, die als für das daraufhin verbotene dokumentarische Unternehmen entstandene Abschriften nach 1945 wieder aufgetaucht sind, nachdem sie im Reichsarchiv Potsdam wenige Tage vor der Einnahme Berlins sichergestellt worden waren.
Der Journalist Christian Ferber beschreibt die Entstehungsgeschichte 1961 für eine Schallplattenausgabe:
Sie (die Soldaten) schrieben Briefe – Briefe, die die Empfänger nie erreichten, sondern von den Funktionären des Unheils als Stimmungsbarometer der Front genutzt wurden. Ein Bündel aber blieb erhalten und wurde nach dem Krieg veröffentlicht.

### Zweifel an Echtheit
In den 1960er Jahren wurden aus Historiker- und Medienfachkreisen erste Zweifel an der Authentizität der Letzten Briefe aus Stalingrad laut, dass sie entweder durch einen Bearbeiter manipuliert seien oder gar gefälscht. Indizien hierfür waren zunächst eine gewisse Einheitlichkeit des Stils, später mehr und mehr auch die anstellbaren Vergleiche durch weitere in Wolgograd aufgefundene, im Feldpost-Archiv beim Museum für Kommunikation Berlin gesammelte oder aus geöffneten russischen Archiven stammende Kriegsbriefe aus Stalingrad.
Der Rechtsphilosoph, Jurist und Hegelforscher Wilhelm Raimund Beyer, der selbst an der Schlacht um Stalingrad teilnahm, bezweifelt in einer seiner letzten Veröffentlichungen vehement die Echtheit der Letzten Briefe aus Stalingrad. Er spricht von „Bedenken (…) ganz großen Ausmaßes gegen den (…) Band“. An und in diesem Buche stimme vieles und daher wohl alles nicht. Neben einem „uniformierten Stil“ sind nach Beyers Auffassung auch die in den Briefen behandelten Themenfelder mehr als fragwürdig. Er erachtet
das ganze Projekt als eine gewisse Nachahmung des einstigen Erfolgsbuches „Kriegsbriefe deutscher Studenten“ (1915) (…). Die (…) niedergelegten Daten und Fakten und erst recht die weltanschaulichen Ergüsse dieser Schreiben deckten sich nicht
mit eigenen Erfahrungen.
Trotz aller Zweifel an der Authentizität bleibt letztlich umstritten, ob und vor allem inwieweit es sich bei den 1950 erstmals gedruckten Briefen um Bearbeitungen, Manipulationen oder Fälschungen handelt.

## Rezeption

### Deutschland
In Deutschland trugen die Briefe zur Aufarbeitung der vernichtenden Schlacht von Stalingrad bei, die die Wehrmacht noch versucht hatte zu rechtfertigen. Man sah die Veröffentlichung als Anklage der in Stalingrad gefallenen Soldaten gegen das damalige Oberkommando. Die Briefe dienten „den Toten zum Gedächtnis, den Lebenden zur Mahnung“ (Ferber).
Helmut Thielicke bezog sich in seiner Rede „An die Deutschen“ zum 17. Juni 1962, gehalten im Bundeshaus zu Bonn, auf die Veröffentlichung, um die Gefallenen des letzten Weltkriegs zum Thema „Deutschland“ zu befragen.
Auszüge aus Letzte Briefe aus Stalingrad wurden im westdeutschen Schulunterricht der 1960er und 1970er Jahre verwendet, z. B. waren einzelne Briefe in Gelebte Zeiten – mahnende Gestalten (1968), einem Lesebuch mit Texten für die politische Bildung, enthalten.

### Ausland
Im Ausland las man die Briefe hauptsächlich als „menschliches Dokument, das die Seele des Mannes in seiner schlimmsten Stunde entblößt“. So hat in der Nachkriegszeit die Anthologie auch zur Aussöhnung des Auslandes mit den Deutschen und zum Abbau des Feindbildes Deutschlands als „Land der Nazis“ beigetragen.
Der französische Staatspräsident François Mitterrand soll noch in seinen letzten Lebensmonaten die französische Ausgabe der Briefe aus Stalingrad ständig bei sich getragen und durch sie manche Anregung erhalten haben, die er z. B. in seiner berühmten Rede zum 50. Jahrestag des Kriegsendes am 8. Mai 1995 verwendete.

## Sonstiges

### Verfilmung

Ausrisse aus dem Cover der deutschen DVD-Veröffentlichung des Spielfilms Lettres de Stalingrad im Jahr 2003

In Frankreich entstand in Anlehnung an Letzte Briefe aus Stalingrad 1969 nach einem Drehbuch von Gilles Katz, der auch Regie führte, der Film Lettres de Stalingrad mit Alberto Cavalcanti, James Cellier, Paul Crauchet und Frederic Muninger, ein kammerspielartiges Filmexperiment, welches das Verlesen der Kriegsbriefe in eine Rahmenhandlung integriert und z. T. mit Dokumentaraufnahmen aus dem Zweiten Weltkrieg illustriert. In Deutschland kam der Film 1972 nicht unter dem deutschen Originaltitel, sondern unter der wörtlichen Rückübersetzung des französischen Titels Briefe aus Stalingrad ins Kino. Das Lexikon des internationalen Films stellte in einer Kritik heraus, dass die Verfilmung ebenso wie das Buch in der Lage sei, die Sinnlosigkeit des Krieges vor Augen zu führen. Die deutsche DVD-Veröffentlichung im Jahr 2003 wurde hingegen mit dem wenig passenden Untertitel In der weißen Hölle hatten Tote keinen Namen und einem reißerischen Cover versehen, auf welchem zudem die Buchvorlage fälschlich als Romanbestseller bezeichnet wurde.

### Vertonungen
Die Anthologie Letzte Briefe aus Stalingrad hat in jüngerer Zeit auch zwei große Werke des zeitgenössischen Musiktheaters inspiriert: ein Kammermusikwerk Elias Tanenbaums und die 10. Sinfonie Aubert Lemelands, eine Collage aus Musik und Rezitation. Ausschließlich als Rezitation gestaltete bereits 1961 der deutsche Schauspieler Hansjörg Felmy 12 Briefe und den Einführungsteil des Buches für eine Schallplatte des Literarischen Archivs der Deutschen Grammophon Gesellschaft – „mit der gebotenen Sachlichkeit“, wie im Covertext bemerkt wurde.

#### USA
Der New Yorker Komponist und Kompositionslehrer Elias Tanenbaum schrieb nach der US-amerikanischen Ausgabe der Letzten Briefe aus Stalingrad (1962) sein Werk für Bariton, Gitarre, Viola und Schlagzeug Last Letters from Stalingrad (1981). Der Komponist hat 12 Briefe zu drei gleichen Teilen um den gregorianischen Bergräbnisgesang Libera Me herumgruppiert. Das Werk beginnt mit einem triumphalen Trommelsolo. Dasselbe Solo bildet das Ende der Komposition, bettet hierbei jedoch das deutsche Volkslied Schön ist die Jugend (Sie kommt nicht mehr zurück) mit ein.
In Deutschland wurde das Werk in München von dem aus Bayreuth stammenden Regisseur und Aktionskünstler Peter Kees aufgeführt.

#### Frankreich
Die französische Ausgabe Lettres de Stalingrad (1957) inspirierte den Komponisten und Schriftsteller Aubert Lemeland zu seiner 10. Sinfonie Letzte Briefe aus Stalingrad (1998), einem Requiem in sechs Sätzen für Sprecher, Sopran und Orchester. „Mich hat die Lektüre (der Briefe) über Jahre nachhaltig beeindruckt“ erklärt der Komponist über vierzig Jahre, die zwischen der Veröffentlichung von Lettres de Stalingrad in Frankreich und der Uraufführung der Sinfonie in Koblenz liegen:
Es ist ein schwieriges Unterfangen, die letzten, sehr persönlichen Augenblicke der deutschen Soldaten, die in Stalingrad eingeschlossen waren, auszudrücken, vor allem in der Musik. Ich benötigte mehr als zehn Jahre für den Augenblick dieser Schlacht.

## Bild- und Tonträger

### Sprechplatte
- Hansjörg Felmy liest: Letzte Briefe aus Stalingrad; Deutsche Grammophon, 1961

### Musik-CD
- Elias Tanenbaum: Last Letters from Stalingrad; Albany Records 1997
- Aubert Lemeland: Letzte Briefe aus Stalingrad, 10. Sinfonie. Sprecher: Senta Berger; Top Music, 2002
- Aubert Lemeland: Sinfonie Nr. 10; Skarbo, 2002

### Spielfilm-DVD
- Briefe aus Stalingrad: Französischer Spielfilm von 1969; MiB Medienvertrieb in Buchholz 2003